# Paracaedicia serrata
Paracaedicia serrata är en insektsart som beskrevs av Brunner von Wattenwyl 1891. Paracaedicia serrata ingår i släktet Paracaedicia och familjen vårtbitare. Inga underarter finns listade i Catalogue of Life.